# Onthophagus triptolemus
Onthophagus triptolemus är en skalbaggsart som beskrevs av Vladimir Balthasar 1969. Onthophagus triptolemus ingår i släktet Onthophagus och familjen bladhorningar. Inga underarter finns listade i Catalogue of Life.